# Чемпионат Сеары по футболу
Чемпионат Сеары по футболу (порт.-браз. Campeonato Cearense de Futebol) — чемпионат штата Сеара по футболу, в котором принимают участие все сильнейшие клубы штата. Проводится под эгидой ФСФ — Федерации футбола Сеаренсе (порт.-браз. Federação Cearense de Futebol), основанной 23 марта 1920 года. Согласно рейтингу КБФ, на 2025 год чемпионат Сеары занимает 6-е место по силе в Бразилии.

## История
Первый чемпионат штата прошёл в 1915 году. По некоторым данным в 1914 году состоялось первенство штата, победителем которого стал клуб «Рио-Бранко» из Форталезы, но этот чемпионат не признаётся федерацией футбола штата. C конца 1930-х годов футбол в Сеаре стал профессиональным, но титулы чемпионов штата среди любителей и профессионалов в чемпионате Сеары не разделяют.
Исторически в штате доминируют два клуба — «Сеара» и «Форталеза», каждый из которых выиграл более 45 чемпионатов. Третьим клубом по числу завоёванных титулов является 9-кратный чемпион «Ферровиарио». Единственный случай, когда чемпионом штата стал клуб не из Форталезы, произошёл в 1992 году — тогда Федерация футбола Сеаренсе признала чемпионами сразу четыре клуба, одним из которых была «Икаса» из Жуазейру-ду-Норти. Этот клуб прекратил существование в 1998 году из-за долгов, был возрождён в 2002 году с теми же цветами, почти идентичной эмблемой, выступая на том же стадионе, но ФСФ настаивает на том, что юридически современная «Икаса» не является правопреемником старой «Икасы».
Формат чемпионата многоступенчатый и смешанный. На первом этапе 10 клубов разбиваются на две группы по пять команд. От каждой из них по три продолжают борьбу во втором групповом этапе. По две команды из двух групп выходят в полуфинал турнира. Далее в двухматчевых противостояниях выявляются финалисты чемпионата, которые также дома и в гостях определяют чемпиона штата.

## Чемпионы
- 1915 — Сеара
- 1916 — Сеара
- 1917 — Сеара
- 1918 — Сеара
- 1919 — Сеара
- 1920 — Форталеза
- 1921 — Форталеза
- 1922 — Сеара
- 1923 — Форталеза
- 1924 — Форталеза
- 1925 — Сеара
- 1926 — Форталеза
- 1927 — Форталеза
- 1928 — Форталеза
- 1929 — Магуари
- 1930 — Орион[1]
- 1931 — Сеара
- 1932 — Сеара
- 1933 — Форталеза
- 1934 — Форталеза
- 1935 — Америка
- 1936 — Магуари
- 1937 — Форталеза
- 1938 — Форталеза
- 1939 — Сеара
- 1940 — Трамуэйс[2]
- 1941 — Сеара
- 1942 — Сеара
- 1943 — Магуари
- 1944 — Магуари[3]
- 1945 — Ферровиарио
- 1946 — Форталеза
- 1947 — Форталеза
- 1948 — Сеара
- 1949 — Форталеза
- 1950 — Ферровиарио
- 1951 — Сеара
- 1952 — Ферровиарио
- 1953 — Форталеза
- 1954 — Форталеза
- 1955 — Калорос-ду-Ар
- 1956 — Жентиландия[4]
- 1957 — Сеара
- 1958 — Сеара
- 1959 — Форталеза
- 1960 — Форталеза
- 1961 — Сеара
- 1962 — Сеара
- 1963 — Сеара
- 1964 — Форталеза
- 1965 — Форталеза
- 1966 — Америка
- 1967 — Форталеза
- 1968 — Ферровиарио
- 1969 — Форталеза
- 1970 — Ферровиарио
- 1971 — Сеара
- 1972 — Сеара
- 1973 — Форталеза
- 1974 — Форталеза
- 1975 — Сеара
- 1976 — Сеара
- 1977 — Сеара
- 1978 — Сеара
- 1979 — Ферровиарио
- 1980 — Сеара
- 1981 — Сеара
- 1982 — Форталеза
- 1983 — Форталеза
- 1984 — Сеара
- 1985 — Форталеза
- 1986 — Сеара
- 1987 — Форталеза
- 1988 — Ферровиарио
- 1989 — Сеара
- 1990 — Сеара
- 1991 — Форталеза
- 1992 — Сеара, Форталеза, Икаса СК (Жуазейру-ду-Норти)[5], Тирадентес
- 1993 — Сеара
- 1994 — Ферровиарио
- 1995 — Ферровиарио
- 1996 — Сеара
- 1997 — Сеара
- 1998 — Сеара
- 1999 — Сеара
- 2000 — Форталеза
- 2001 — Форталеза
- 2002 — Сеара
- 2003 — Форталеза
- 2004 — Форталеза
- 2005 — Форталеза
- 2006 — Сеара
- 2007 — Форталеза
- 2008 — Форталеза
- 2009 — Форталеза
- 2010 — Форталеза
- 2011 — Сеара
- 2012 — Сеара
- 2013 — Сеара
- 2014 — Сеара
- 2015 — Форталеза
- 2016 — Форталеза
- 2017 — Сеара
- 2018 — Сеара
- 2019 — Форталеза
- 2020 — Форталеза
- 2021 — Форталеза
- 2022 — Форталеза
- 2023 — Форталеза
- 2024 — Сеара

## Достижения клубов
Курсивом выделены ныне не функционирующие футбольные клубы. Все клубы, кроме «Икасы», представляют город Форталезу.
1. Сеара — 46
2. Форталеза — 46
3. Ферровиарио — 9
4. Магуари — 4
5. Америка — 2
6. Икаса — 1 (ФСФ не признаёт преемственность современной «Икасы» с исчезнувшим в 1998 году клубом)
7. Орион — 1
8. Калорос-ду-Ар — 1
9. Тирадентес — 1
10. Жентиландия — 1
11. Трамуэйс — 1